# Zdeněk Schmoranz
Zdeněk Schmoranz (27. července 1896 Praha – 19. srpna 1942 Berlín) byl český spisovatel, dramatik a novinář, účastník Československého protinacistického odboje.

## Život
Na ČVUT v Praze vystudoval chemii. Zpočátku pracoval jako chemik, později jako archivář a lektor v Národním divadle. Počátkem 20. let 20. století pracoval jako redaktor nakladatelství Topič, od roku 1930 jako politický zpravodaj ČTK. Poté nastoupil do Tiskového odboru předsednictva vlády, stal se ministerským radou a nakonec šéfem Tiskového odboru. Byl ženatý, jeho manželkou byla Liběna Ostrčilová, herečka Národního divadla.
V roce 1939 společně s Šimonem Drgáčem vybudoval z bývalých zpravodajských důstojníků zrušeného druhého oddělení Hlavního štábu přesunutých na místa tiskových tajemníků okresních úřadů zpravodajskou síť. Tato síť, známá později jako Schmoranzova skupina tiskových tajemníků, se zabývala sběrem zpravodajského materiálu především o německé branné moci. Tyto informace předával Schmoranz bývalým analytikům vojenské zpravodajské služby a v podobě zpráv je přes Obranu národa předával do Londýna.
25. srpna 1939 byl zatčen gestapem, 13. listopadu 1941 odsouzen v Berlíně k trestu smrti za vlastizradu a 19. srpna 1942 popraven.